# Amt Peitz
Das Amt Peitz, niedersorbisch Amt Picnjo, ist ein 1992 gebildetes Amt im Landkreis Spree-Neiße des Landes Brandenburg, in dem sich zwölf Gemeinden in den damaligen Kreisen Cottbus-Land, Forst und Guben zu einem Verwaltungsverbund zusammengeschlossen hatten. Sitz der Amtsverwaltung ist die Stadt Peitz. 2003 wurden die Gemeinden des Amtes Jänschwalde zur Gemeinde Jänschwalde zusammengeschlossen und das Amt Jänschwalde aufgelöst. Die Gemeinde Jänschwalde wurde dem Amt Peitz zugeordnet.

## Geographische Lage
Das Amt liegt nördlich der Stadt Cottbus in der Niederlausitz im Landkreis Spree-Neiße. Es grenzt im Norden an das Amt Lieberose/Oberspreewald und die amtsfreie Gemeinde Schenkendöbern, im Osten an Polen, im Süden an die Stadt Forst, das Amt Döbern-Land und die Stadt Cottbus, im Westen an das Amt Burg (Spreewald).

## Gemeinden und Ortsteile
Das Amt Peitz verwaltet acht Gemeinden. Alle Gemeinden sind zweisprachig (deutsch, niedersorbisch) und führen ihre offiziellen Ortsnamen in beiden Sprachen.
- Drachhausen (Hochoza) mit den bewohnten Gemeindeteilen Aue (Hugon), Dorf (Wjas), Heide (Pódgóla) und Sand (Pěski)
- Drehnow (Drjenow)
- Heinersbrück (Móst) mit dem Ortsteil Grötsch (Groźišćo)
- Jänschwalde (Janšojce) mit den Ortsteilen Jänschwalde-Dorf (Janšojce-Wjas), Jänschwalde-Ost (Janšojce-Pódzajtšo), Drewitz (Drjejce) und Grießen (Grěšna)
- Peitz (Picnjo) (Stadt)
- Tauer (Turjej) mit dem Ortsteil Schönhöhe (Šejnejda)
- Teichland (Gatojce) mit den Ortsteilen Bärenbrück (Barbuk), Maust (Hus) und Neuendorf (Nowa Wjas)
- Turnow-Preilack (Turnow-Pśiłuk) mit den Ortsteilen Preilack (Pśiłuk) und Turnow (Turnow)

## Geschichte
Am 23. April 1992 unterzeichneten die Bürgermeister von zwölf Gemeinden eine „Öffentlich-rechtliche Vereinbarung über die Bildung des Amtes Peitz“. Am 3. Juli 1992 erteilte der Minister des Innern seine Zustimmung zur Bildung des Amtes, für dessen Zustandekommen der 16. Juli 1992 festgelegt wurde. Sitz der Amtsverwaltung ist die Stadt Peitz. Folgende zwölf Gemeinden aus den damaligen Kreisen Cottbus-Land, Forst und Guben waren darin zusammengefasst (in der Reihenfolge der Nennung im Amtsblatt):
1. Bärenbrück,
2. Drachhausen,
3. Drehnow,
4. Maust,
5. Neuendorf,
6. Preilack,
7. Turnow,
8. Grötsch,
9. Heinersbrück,
10. Schönhöhe,
11. Tauer
12. Stadt Peitz.

Zum 6. Dezember 1993 wurde die Gemeinde Schönhöhe in Tauer eingegliedert.
Zum 31. Dezember 2000 schlossen sich die Gemeinden Bärenbrück, Maust und Neuendorf zur neuen Gemeinde Teichland zusammen.
Die Gemeinden Preilack und Turnow fusionierten am 31. Dezember 2001 zur neuen Gemeinde Turnow-Preilack.
Zum 26. Oktober 2003 wurde schließlich die Gemeinde Grötsch per Gesetz in die Gemeinde Heinersbrück eingegliedert. Zum selben Zeitpunkt wurde aus den Gemeinden Grießen, Drewitz und Jänschwalde des Amtes Jänschwalde die neue Gemeinde Jänschwalde gebildet, die dem Amt Peitz zugeordnet wurde. Das Amt Jänschwalde wurde aufgelöst.
Die Gemeinde Grötsch legte beim Verfassungsgericht des Landes Brandenburg Klage gegen ihre Eingliederung in die Gemeinde Heinersbrück und gegen die Vergrößerung des Amtes durch den Zusammenschluss mit dem bisherigen Amt Jänschwalde ein, die 2006 „teils verworfen, im Übrigen zurückgewiesen“ wurde. Auch die Verfassungsbeschwerden der drei Gemeinden Jänschwalde, Drewitz und Grießen des Amtes Jänschwalde gegen ihre per Gesetz angeordnete Fusion zur neuen Gemeinde Jänschwalde, die Auflösung des Amtes Jänschwalde und die Zuordnung der neuen Gemeinde Jänschwalde zum Amt Peitz wurden 2006 teils verworfen, im Übrigen zurückgewiesen.
Im November 1995 wurde der Amtssitz in die Rehn-Fabrik verlegt, die zum Verwaltungssitz ausgebaut wurde.

## Bevölkerungsentwicklung
| Jahr | Einwohner |
| ---- | --------- |
| 1992 | 09.635    |
| 1995 | 11.434    |
| 2000 | 11.145    |
| 2005 | 12.577    |
| 2010 | 11.527    |
| 2015 | 10.961    |

| Jahr | Einwohner |
| ---- | --------- |
| 2020 | 10.678    |
| 2021 | 10.631    |
| 2022 | 10.624    |
| 2023 | 10.589    |
| 2024 | 10.530    |

Gebietsstand des jeweiligen Jahres, Einwohnerzahl: Stand 31. Dezember, von 2011 bis 2021 auf Basis des Zensus 2011, ab 2022 auf Basis des Zensus 2022

## Politik

### Amtsdirektoren
- 1992–1998: Hans Gahler
- 1999–2007: Guido Odendahl
- 2007–2023: Elvira Hölzner
- seit 2024: Norbert Krüger

Krüger wurde am 18. März 2024 durch den Amtsausschuss des Amtes Peitz für eine Amtszeit von acht Jahren zum Amtsdirektor gewählt. Er ist seit dem 1. Juni 2024 im Amt.

### Wappen
| Wappen von Amt Peitz | Blasonierung: „Von Grün und Blau durch eine silbern bordierte und gezinnte schwarze Bogenbrücke, belegt mit drei goldenen Dornenfäden, geteilt; oben wachsend eine goldene Linde mit elf Blättern, unten ein goldener Karpfen.“ |
| Wappen von Amt Peitz | Wappenbegründung: Die Linde steht für die Domowina, die elf Blätter sollen die ursprünglich elf Mitgliedsgemeinden (ohne die Stadt Peitz) symbolisieren. Der Karpfen steht für die Lage in der Peitzer Teichlandschaft, die Zinnen für die Festung Peitz. Die Dornenfäden sollen an Hochspannungsleitungen erinnern und die Wirtschaftsgeschichte der Gemeinde mit der Energiegewinnung durch den Tagebau Cottbus-Nord und das Kraftwerk Jänschwalde darstellen. |

Das Wappen wurde im Jahr 2000 von dem Heraldiker Uwe Reipert gestaltet.